# 鳥取県道191号矢矯松原線
鳥取県道191号矢矯松原線（とっとりけんどう191ごう やはぎまつばらせん）は鳥取県鳥取市内を通る一般県道である。

## 概要
鳥取市矢矯から鳥取市松原に至る。

### 路線データ
- 起点：鳥取県鳥取市矢矯（鳥取県道32号郡家鹿野気高線交点）
- 終点：鳥取県鳥取市松原（吉岡温泉入口交差点、鳥取県道21号鳥取鹿野倉吉線交点）
- 総延長：8.2 km

## 地理

### 通過する自治体
- 鳥取県
  - 鳥取市

### 交差する道路
| 交差する道路                                 | 交差する場所           | 交差する場所              |
| -------------------------------------------- | ---------------------- | ------------------------- |
| 鳥取県道32号郡家鹿野気高線                   | 矢矯（やはぎ）         | 起点                      |
| 鳥取市道2015825号双六原細見線 / 鳥取広域農道 | 双六原（そうろくばら） |                           |
| 鳥取県道304号妙徳寺鹿野線                    | 妙徳寺                 |                           |
| 鳥取市道2015824号吉岡長柄線 / 鳥取広域農道   | 吉岡温泉町             |                           |
| E9 山陰自動車道 / 鳥取西道路                 | 松原                   | 2 吉岡温泉IC              |
| 鳥取県道21号鳥取鹿野倉吉線                   | 松原                   | 吉岡温泉入口交差点 / 終点 |

### 沿線
- 毛無山
- 吉岡温泉
- 吉岡郵便局
- 鳥取市立湖南学園
- 湖山池